# Ekaterina Kurixko
Ekaterina Kurixko   (Veprik, 12 d'abril de 1949) és una piragüista d'aigües tranquil·les ucraïnesa, ja retirada, que va competir durant les dècades de 1960 i 1970.
El 1972 va prendre part en els Jocs Olímpics d'Estiu de Munic, on va guanyar la medalla d'or en la prova del K-2, 500 metres del programa de piragüisme. Formà parella amb Liudmila Pinàieva.
En el seu palmarès també destaquen quatre medalles al Campionat del Món de piragüisme en aigües tranquil·les, una d'or, dues de plata i una de bronze, el 1971 i 1975. A nivell nacional guanyà el campionat soviètic de 1971 i 1972.